# Týmvou
Týmvou är en ort i Cypern.   Den ligger i distriktet Eparchía Lefkosías, i den östra delen av landet, 14 km öster om huvudstaden Nicosia. Týmvou ligger 112 meter över havet och antalet invånare är 384. Den ligger på ön Cypern.
Terrängen runt Týmvou är platt.Trakten runt Týmvou är ganska tätbefolkad, med 67 invånare per kvadratkilometer. Närmaste större samhälle är Nicosia, 14,2 km väster om Týmvou. Trakten runt Týmvou består till största delen av jordbruksmark.